# Fredrik Segerfeldt
Fredrik Segerfeldt, född 10 augusti 1970, är en svensk författare och liberal debattör. Segerfeldt började sin karriär som översättare efter fullgjord fil. kand. i språk Stockholms universitet, fil. kand. i statsvetenskap Växjö universitet samt Master of European Politics vid Lunds universitet. Han har också studerat i Frankrike och USA. Han var tidigare anställd inom ramen för det så kallade trainee-programmet hos Svenska Arbetsgivareföreningen (SAF). Inom arbetsgivarsfären, det vill säga SAF samt sedermera Svenskt Näringsliv, stannade han i sammanlagt dryga åtta år. 1999–2001 var han utlånad till den europeiska paraplyorganisationen för industri- och arbetsgivarorganisationer, UNICE.
Åren 2006–2007 arbetade Segerfeldt som "idéproducent" på den liberala tankesmedjan Timbro, där han bland annat drev bloggen Enpartistaten.se och ledde ett projekt om bistånd. Segerfeldts bok Vatten till salu har översatts och publicerats i såväl USA som i Latinamerika. 2009 skrev han boken Gör ingen skada: Biståndets hippokratiska ed. 
Under 2008 ledde han ett projekt inom den nyliberala tankesmedjan Den Nya Välfärden för sänkta skatter i samhället.
Sedan oktober 2016 leder Segerfeldt tillsammans med Johan Norberg och Mattias Svensson poddradioprogrammet The Usual Suspects.
Han har även skrivit om kolonialismens historia, vilket bland annat ledde till reaktioner bland historiker i tidskriften Ekonomisk Debatt.
Han är rådgivare vid den strategiska kommunikationsbyrån Kreab.

## Rapporter för Svenskt Näringsliv
- Företagen är lösningen, inte problemet: näringslivet och fattigdomsbekämpningen (2003)
- 12 familjer i Europa: skatter och välfärd i andra länder (2004)